# Pauridiantha dewevrei
Pauridiantha dewevrei là một loài thực vật có hoa trong họ Thiến thảo. Loài này được (De Wild. & T.Durand) Bremek. mô tả khoa học đầu tiên năm 1940.